# Auguste Sallé

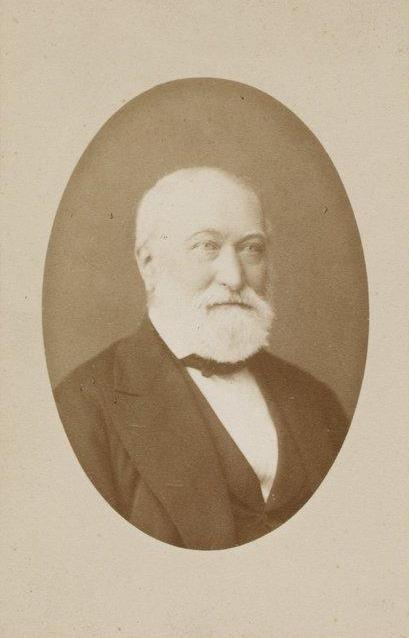
Auguste Sallé (1820–1896)

Auguste Sallé (* 21. Oktober 1820 in Paris; † 5. Mai 1896 ebenda in der rue Guy de la Brosse 13 im 5. Arrondissement) war ein französischer Naturforscher und Forschungsreisender. Sein vorwiegender Forschungsschwerpunkt galt der Entomologie, doch interessierte er sich auch für die Ornithologie und die Malakologie.

## Leben und Wirken
Sein Vater war der Händler François Sallé. Obwohl Sallé ein hochqualifizierter Forscher und Tierpräparator war, kam er nie in den Genuss eines wissenschaftlich geförderten Auftrages. Alle seine Reisen finanzierte er selbst. Im Februar 1831 brach er im zarten Alter von elf Jahren mit einem Herrn Vasselet und seiner Mutter Marie Catherine Sallé geb. Taillard (1789–1860) zu seiner ersten Reise nach Mexiko auf. Seiner Mutter widmete er später Ornismia Catharinae, ein Name der heute als Synonym für eine Unterart der Zwergelfe namens (Mellisuga minima vielloti) (Shaw, 1812) gilt. Viele der gesammelten Insekten dieser Reise wurden von seinem Patenonkel Louis Alexandre Auguste Chevrolat (1799–1884) in dessen Werk Coléoptères du Mexique beschrieben. Zumindest bis ins Jahr 1835 besuchten sie die mexikanischen Bundesstaaten Veracruz, Puebla und Tlaxcala. Nach seinem Mexiko-Aufenthalt zog er weiter nach New Orleans, wo er ebenfalls sammelte. Die Ausbeute von 5200 Käfern schickte er an Chevrolat, der diese 1839 zum Verkauf anbot.
Er besuchte und sammelte auf der Insel Saint-Domingue, in Mexiko, insbesondere in den Bundesstaaten Veracruz, Oaxaca, Puebla und Tlaxcala, auf Kuba und einem Teil der Bahamas, sowie anderen Teilen Mittelamerikas.
Zwischen 1846 und 1848 brach Sallé zu einer zweiten Forschungsreise nach Zentralamerika auf. Hier sammelte er beispielsweise am Río Dulce in Guatemala. In dieser Zeit hielt er sich auch in Caracas auf. Hier studierte er gemeinsam mit Marco Aurelio Roja (1831–1866) die Insekten Venezuelas. In Venezuela sammelte er in verschiedenen Gebieten. Die gesammelten Vogelbälge schickte er nach Paris. Nach deren Ankunft in Europa wurden sie von Gustav Hartlaub (1814–1900), Charles Lucien Jules Laurent Bonaparte (1803–1857), Frédéric de Lafresnaye (1783–1861) und Philip Lutley Sclater (1829–1913) beschrieben.
Zur Reise nach Santo Domingo der Hauptstadt der Dominikanischen Republik brach er am 8. Juni 1849 auf. Hier machte er Santo Domingo zu seinem Hauptquartier. Es war der Ort, von dem er zu neun Forschungsreisen aufbrach. Während der ersten Reise besuchte er die Provinzen Baní und Azua. Bei seinem zweiten Ausflug erforschte er die Provinz San Cristóbal. Seine dritte Exkursion führte ihn durch die Provinzen Baní, Azua, San Juan und die Sierra de Neiba. Hier erkundete er die Gegend um den Lago Enriquillo sowie den Salzberg Cerro de Sal. Nachdem er im fruchtbaren Cibao-Tal in der Provinz La Vega war, kehrte er über die Provinz Barahona zurück. Sein vierter Ausflug ging erneut in die Provinz San Cristóbal. Es folgte eine Reise über Cotuí, der Hauptstadt der Provinz Sánchez Ramírez, in die Provinzen La Vega nach Moca in der Provinz Espaillat weiter über die Provinzen Santiago, die Sabana de Pontón in der Provinz Duarte, Río Yaque del Norte in der Provinz Monte Cristi nach Puerto Plata. Die sechste Exkursion führte ihn über die Sabana Grande in der Provinz San Cristóbal, die Städte El Seibo und Higüey, sowie Kap Macao, Kap Espada und Kap Engagno im äußersten Osten der Insel. Es folgte die siebte Reise in die Provinzen San Cristóbal, Azua und Sierra de Neiba. Als er nach Cotuí aufbrach, lag sein Forschungsschwerpunkt auf der Botanik. Schließlich reiste er bei seinem neunten und letzten Ausflug erneut durch die Provinz San Cristóbal. Am 8. Juli 1851 schiffte er zur Rückkehr nach Europa ein.
Im Laufe des Jahres 1854 wird erneut Mexiko das Ziel seiner Reise. Seine Ausbeute bis zu seiner Rückkehr im Jahr 1856 war reichlich. In dieser Zeit durchstreifte er vor allem den Bundesstaaten Oaxaca, aber auch Veracruz, Puebla waren Teil seiner Erkundungsreisen. Auf dieser Reise war er immer wieder mit anderen bekannten Sammlern und Naturforschern wie Adolphe Boucard (1839–1905) und François Sumichrast (1829–1882) unterwegs. Viele der gesammelten Vögel wurden von Philip Lutley Sclater (1829–1913) in seinen Artikeln Catalogue of the Birds collected by M. Auguste Sallé in Southern Mexico, with descriptions of new species, On Parus meridionalis and some other species mentioned in the Catalogue of Birds collected by M. Salle in Southern Mexico, List of additional species of Mexican Birds, obtained by M. Auguste Sallé from the environs of Jalapa and S. Andres Tuxtla, On a collection of birds received by M. Sallé from Southern Mexico, On a collection of birds received by M. Sallé from Oaxaca Southern Mexico oder On a collection of birds received by M. Sallé from Oaxaca Southern Mexico beschrieben. Seine malokologischen Exponate landeten in der Sammlung von Hugh Cuming (1791–1865) und wurden von Ludwig Georg Karl Pfeiffer (1805–1877) in seinen Artikeln Description of Forty-seven new species of Helicea, from the collection of H. Cuming, Description of a new Genus and Twenty-three new species of Pneumonopoma, from the collection of H. Cuming, Description of twenty-seven new species of Land-Shells, collected by M. Salé in the State of Vera Cruz, Mexico, Description of Thirty-three new species of Land-Shells, from the collection of H. Cuming und Beschreibung neuer Heliceen beschrieben.
Im Jahr 1862 publizierte er zusammen mit François Charles Émile Fauqueux-Parzudaki (1829–1899) einen Vogelkatalog seiner mexikanische Sammlung. Dieser erschien unter dem Titel Catalogue des oiseaux du Mexique composant les collections de M. A. Sallé. Als Adresse gab er die Rue Guy-de-la-Brosse, 13 an. In seinem Review zum Katalog schrieb Gustav Hartlaub (1814–1900):

„Umfasst nicht weniger als 432 Arten und ist schon als Beitrag zur geographischen Zoologie von grosser Wichtigkeit. Sallé gehört zu den tüchtigsten Sammlern und die Schönheit und Sauberkeit der von ihm präparirten Häute lässt in der That kaum zu wünschen über.“

Seine malakologische Ausbeute wurden u. a. von Ludwig Georg Karl Pfeiffer (1805–1877), Robert James Shuttleworth (1810–1874), Wilhelm Bernhard Rudolph Hadrian Dunker (1809–1885), Lovell Augustus Reeve (1814–1865) und Joseph Charles Hippolyte Crosse (1826–1898) analysiert und publiziert.
Während der Belagerung von Paris soll er die Sammlung von Maximilien de Chaudoir (1816–1881) in seine Obhut genommen haben.
Im Jahr 1880 besuchte Charles Barney Cory (1857–1921) Europa um sich neues naturhistorisches Material zu besorgen. Bei seiner Stippvisite in Frankreich besuchte er u. a. Sallé und Adolphe Boucard, die sich in Paris als Naturalienhändler niedergelassen hatten. Um 1880 kauften Osbert Salvin (1835–1898) und Frederick DuCane Godman (1843–1819) die umfangreiche Insektensammlung Sallés. Sie war die Grundlage für viele Arten, die unter ihrer Federführung im Werk Biologia Centrali-Americana von Autoren wie Martin Jacoby (1842–1907), Henry Walter Bates (1825–1892), David Sharp (1840–1922), Henry Stephen Gorham (1839–1920), Joseph Sugar Baly (1816–1890) und George Charles Champion (1851–1927) zum ersten Mal für die Wissenschaft beschrieben wurden.
Sallé verstarb nach langer Krankheit in seiner Residenz in der 13, Rue Guy de la Brosse in Paris. Nach seinem Tode wurden seine Buchbestände in einer Auktion versteigert. Den Katalog zur Auktion lieferte Henri Deyrolle (1827–1902). Die Auktion dauerte vom 18. bis 27. Februar 1897.

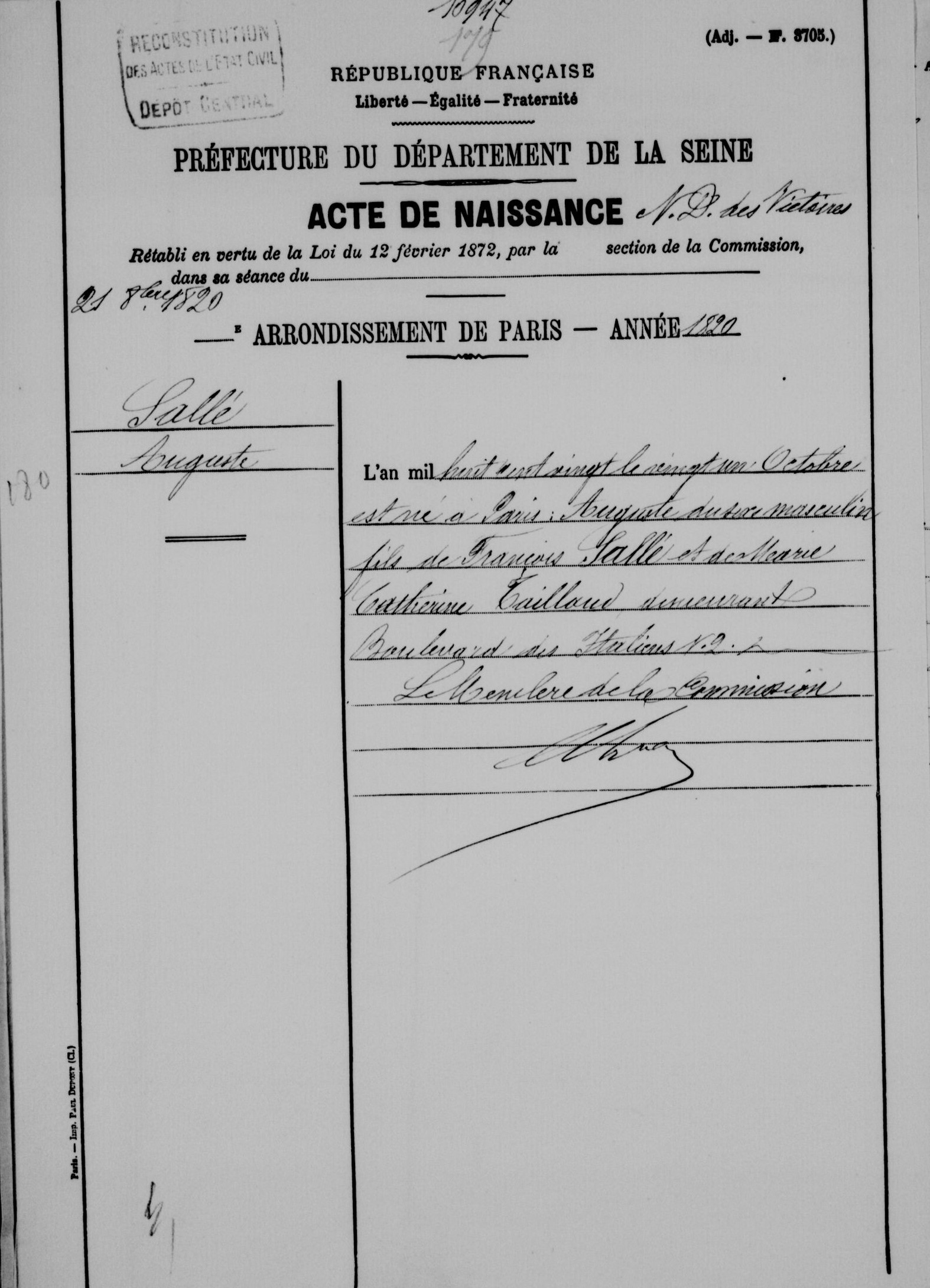
Eintrag seiner Geburt in Paris
Notiz zur Geburt
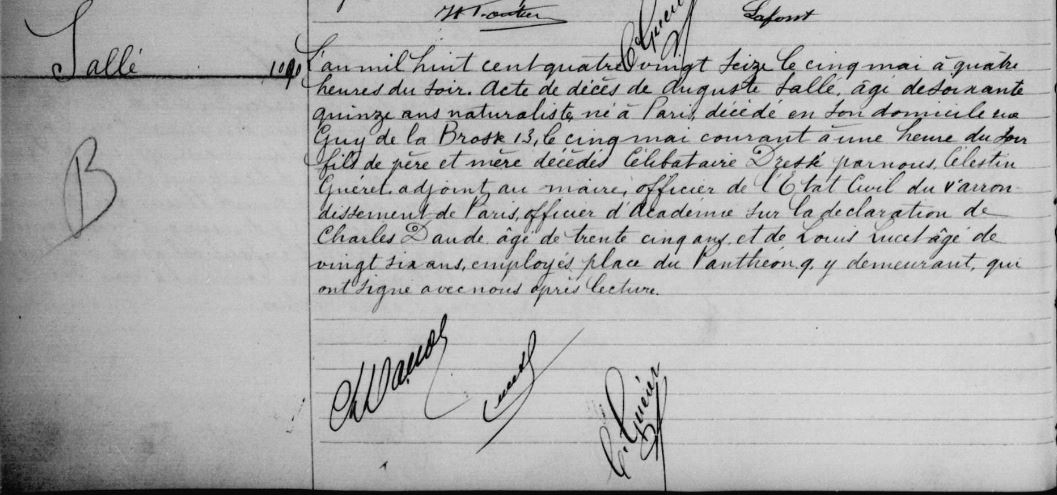
Eintrag seines Todes im 5. Arrondissement von Paris

## Mitgliedschaften

Widmung von Mulsant in Histoire naturelle des oiseaux-mouches ou colibris constituant la famille des trochilidés

Im Jahr 1841 stelle er Victor Debouchel (1820–1864) der Société Cuvierienne als neues Mitglied vor. Er selbst schien der Gesellschaft nie beigetreten zu sein. Im Jahr 1852 wurde er Mitglied in der Société entomologique de France. Damals wohnte er in der Rue Fontaine-Saint-Georges, 12. Im Jahr 1875 wurde er Fellow of the Entomological Society of London. Es folgte im Jahr 1888 von der Academy of Natural Sciences of Philadelphia die Wahl zum korrespondierenden Mitglied. Des Weiteren war er Mitglied der Société de Géographie, korrespondierendes Mitglied der Zoological Society of London, der Sociedad Mexicana de Historia Natural, Varaguasia de Caracas etc.

## Dedikationsnamen
Wie sehr Sallé als Sammler in der Wissenschaft bekannt war, zeigt sich in der enormen Anzahl an Widmungen, die ihm zuteilwurden.

### Vögel
In der Ornithologie ehrte ihn Charles Lucien Jules Laurent Bonaparte (1803–1857) in einer Unterart des Buschtinamus (Crypturellus cinnamomeus sallaei) (Bonaparte, 1856), des Nördlichen Veilchentrogons (Trogon caligatus sallaei), des Weißbrauen-Waldsängers (Granatellus sallaei) (Bonaparte, 1856). Auch Jules Bourcier (1797–1873) mit dem Graubauch-Schattenkolibri (Phaethornis augusti) (Bourcier, 1847), Jules Verreaux (1807–1873) mit einer Unterart der Montezumawachtel (Cyrtonyx montezumae sallei) (Verreaux, J, 1859) machten ihm bei der Namensgebung ihre Aufwartung. Bei Chrysotis sallaei handelt es sich um ein Synonym für die Haitiamazone (Amazona ventralis) (Statius Müller, 1776). Die 1891 von Adolphe Boucard beschriebene Art Florisuga sallei gilt heute als Synonym für den Weißnackenkolibri (Florisuga mellivora) (Linnaeus, 1758).

### Insekten
Sein Forschungsschwerpunkt lag eindeutig in der Entomologie. Auf diesem Gebiet hatte er auch besonders intensiv gesammelt. So ehrte ihn Martin Jacoby in Acrocyum sallaei Jacoby, 1885, David Sharp in Copelatus sallaei Sharp, 1882, Helochares sallaei Sharp, 1882, Aleochara sallaei Sharp, 1883, Henry Walter Bates in Bolborhombus sallaei (Bates, 1887), Tomarus sallaei (Bates, 1888), Trigonopeltastes sallaei Bates, 1889, Psyrassa sallaei Bates, 1885, Henry Stephen Gorham in Epipocus sallaei Gorham, 1889, Stenotarsus sallei Gorham, 1873, Joseph Sugar Baly in Cephaloleia sallei Baly, 1858, Ocnosispa sallei (Baly, 1858), Stenispa sallei Baly, 1858, Demotispa sallei Baly, 1858, Microrhopala sallei (Baly, 1864), Pentispa sallaei (Baly, 1886), Carl Stål (1833–1878) in Proba sallei (Stål, 1864), Proarna sallei Stål, 1864, John Lawrence Le Conte (1825–1883) in Cyclotrachelus sallei (LeConte, 1873), Baron Maximilien de Chaudoir in Panagaeus sallei Chaudoir, 1862, Brachinus sallei Chaudoir, 1876, Félix Édouard Guérin-Méneville (1799–1874), Leptothorax sallei (Guerin-Meneville, 1852), Louis Jules Mellié (-1850), Ceracis sallei Mellié, 1848, Louis Alexandre Auguste Chevrolat in Calybe sallei (Chevrolat, 1839), Neoclytus augusti (Chevrolat, 1835), Jules Putzeys (1809–1888) in Schizogenius sallei Putzeys, 1867, Luigi Bellardi (1818–1889) in Sargus sallei Bellardi, 1859 ein Synonym für Sargus fasciatus Fabricius, 1805, Pangonia sallei Bellardi, 1859 ein Synonym für Esenbeckia flavohirta  (Bellardi, 1859), Diogmites sallei (Bellardi, 1861), George Henry Horn (1840–1897) in Schizopus sallei Horn, 1885 in Sylvain Auguste de Marseul (1812–1890) Hister sallei Marseul, 1854, Edgar von Harold (1830–1886) in Haroldiellus sallei (Harold, 1863), Achille Costa (1823–1898) in Systropus sallei A. Costa, 1865, Léon Fairmaire (1820–1906) in Orizabus sallei Fairmaire, 1878, Nathan Banks (1868–1953) in Chrysopodes sallei Banks, 1946 Synonym für Ceraeochrysa cincta (Schneider, 1851), Longinos Navás (1858–1938) in Traverella sallei (Navás, 1935), Earle Gorton Linsley (1910–2000) & James Otis Martin (1870–1951) in Psyrassa sallei Linsley & Martin, 1933 ein Synonym Psyrassa brevicornis Linsley, 1934 und Martial Étienne Mulsant (1797–1880) Daulis Sallei Mulsant, 1850 ein Synonym für Cycloneda sanguinea (Linnaeus, 1763).

### Doppelfüßer
Henri Louis Frédéric de Saussure (1829–1905) beschrieb mit Quisquicia sallei (Saussure, 1860) einen Doppelfüßer zu seinen Ehren.

### Spinnentiere
Mit Cupiennius sallei Keyserling, 1877 nannte Eugen von Keyserling (1833–1889) ein Spinnentier nach Sallé.

### Amphibien
Auch in der Herpetologie fand sein Name Einzug. George Albert Boulenger (1803–1857) beschrieb eine Schlange unter dem wissenschaftlichen Namen Geophis sallaei Boulenger, 1894. Der Name des Froschlurchs Hylodes sallaei (Günther, 1869) gilt heute als Synonym für Craugastor rhodopis (Cope, 1867)

### Fische
Auch in der Ichthyologie kam Sallé zu Ehren. So beschrieben Albert Carl Ludwig Gotthilf Günther (1830–1914) den Fisch Aztecula sallaei (Günther, 1868) und Charles Tate Regan (1878–1943) den Fisch Atherinella sallei (Regan, 1903).

### Muscheln und Schnecken
Im Bereich der Malakologie widmete ihm César Auguste Récluz (1799–1873) eine Muschelart namens Mytilopsis sallei (Recluz, 1849). Gérard Paul Deshayes (1795–1875) nannte eine Schnecke Impages salleana (Deshayes, 1859).

### Höheren Krebse
Schließlich machte ihm John Sterling Kingsley (1854–1929) mit der Krebsart Palaemon sallei Kingsley, 1882 seine Aufwartung. Allerdings ist dieser Name heute ein Synonym für Macrobrachium ohione (Smith, 1874).

## Werke
- Coléoptères nouveaux de l’Amérique. In: Annales de la Société entomologique de France. Band 7, Serie 2, 1849, S. 297–303 (biodiversitylibrary.org [abgerufen am 19. September 2014]).
- Coléoptères nouveaux de l'Amérique. In: Annales de la Société entomologique de France. Band 7, Serie 2, 1849, S. 429–435 (biodiversitylibrary.org [abgerufen am 19. September 2014]).
- M. A. Salé nous envoie la note suivante de Santo-Domingo, en nous priant de la publier le plus tôt possible. In: Revue et magasin de zoologie pure et appliquée. Band 1, Serie 2, 1849, S. 498–499 (biodiversitylibrary.org [abgerufen am 19. September 2014]).
- Description d'une nouvelle espèce du genre Saturnia, avec des Observations sur les métamorphoses de ce Lépidoptère nocturne. In: Revue et magasin de zoologie pure et appliquée. Band 5, Serie 2, 1853, S. 171–173 (biodiversitylibrary.org [abgerufen am 19. September 2014]).
- Description d'une nouvelle espèce de prionien provenant de la république de Venezuela. In: Annales de la Société entomologique de France. Band 1, Serie 3, 1853, S. 649–652 (biodiversitylibrary.org [abgerufen am 19. September 2014]).
- Description de dix espèces nouvelles de coléoptères recueillis de 1849 à 1851 dans la République Dominicaine (Ancienne partie espagnole de l'île de Saint-Domingue ou d'Haïti) (Première Partie). In: Annales de la Société entomologique de France. Band 3, Serie 3, 1855, S. 263–272 (biodiversitylibrary.org [abgerufen am 19. September 2014]).
- Description de dix espèces nouvelles de coléoptères recueillis de 1849 à 1851 dans la République Dominicaine (Ancienne partie espagnole de l'île de Saint-Domingue ou d'Haïti) (2e Partie). In: Annales de la Société entomologique de France. Band 4, Serie 3, 1856, S. 687–692 (biodiversitylibrary.org [abgerufen am 19. September 2014]).
- Note sur la soie sauvage du Mexique, et description du Bombyx qui la produit. In: Annales de la Société entomologique de France. Band 5, Serie 3, 1857, S. 15–19 (biodiversitylibrary.org [abgerufen am 19. September 2014]).
- Note sur le Capulo de Madrogno. In: Annales de la Société entomologique de France. Band 5, Serie 3, 1857, S. 20–22 (biodiversitylibrary.org [abgerufen am 19. September 2014]).
- Description d'une Gymnétide provenant des environs de Santa-Fé de Bogota. In: Annales de la Société entomologique de France. Band 5, Serie 3, 1857, S. 617–618 (biodiversitylibrary.org [abgerufen am 19. September 2014]).
- Liste des oiseaux rapportés et observés dans la République Dominicaine (ancienne partie espagnole de l'île de Saint-Domingue ou d'Haïti), par M. A. Sallé pendant son voyage de 1849 à 1851. In: Proceedings of the Zoological Society of London. Band 25, 1857, S. 230–237 (biodiversitylibrary.org [abgerufen am 16. Mai 2014]).
- Mémoires d'Histoire Naturelle du docteur D. Pablo de la Llave, extraits du Registro trimestre (1) publié à Mexico en 1832 (Übersetzung Sallé). In: Revue et magasin de zoologie pure et appliquée. Band 13, Serie 2, 1861, S. 23–33 (biodiversitylibrary.org [abgerufen am 19. September 2014]).
- zusammen mit Jean Charles Coquerel: Note sur des larves d'Œstride développées chez l'homme au Mexique et à la Nouvelle Orléans. In: Revue et magasin de zoologie pure et appliquée. Band 11, Serie 2, 1859, S. 361–367 (biodiversitylibrary.org [abgerufen am 19. September 2014]).
- Liste d'Oiseaux à vendre provenant des chasses faites en Amérique par M. Auguste Sallé, Rue Guy-de-la-Brosse, 13, à Paris. Auguste Sallé, Paris 1861.
- Liste de coquilles à vendre provenant des chasses faites en Amérique par M. Auguste Sallé, Rue Guy-de-la-Brosse, 13, à Paris. Auguste Sallé, Paris 1861.
- Ahuatle, notice, par M. de la Llave, extraite du Registro trimestre o collection de Memoires de historia, literature, ciencas y artes, por una sociedad de literatos. Mexico, julio de 1832, no 3, pag. 331 (Übersetzung von Sallé). In: Revue et magasin de zoologie pure et appliquée. Band 14, Serie 2, 1862, S. 222–223 (biodiversitylibrary.org [abgerufen am 19. September 2014]).
- Ahuatle, notice, par M. de la Llave, extraite du Registro trimestre o collection de Memoires de historia, literature, ciencas y artes, por una sociedad de literatos. Mexico, julio de 1832, no 3, pag. 331 (Übersetzung von Sallé). In: Revue et magasin de zoologie pure et appliquée. Band 14, Serie 2, 1862, S. 251–255 (biodiversitylibrary.org [abgerufen am 19. September 2014]).
- Ahuatle, notice, par M. de la Llave etc. (Voir 351) (Übersetzung von Sallé). In: Revue et magasin de zoologie pure et appliquée. Band 14, Serie 2, 1862, S. 282 (biodiversitylibrary.org [abgerufen am 19. September 2014]).
- Notice nécrologique sur le Dr Marco-Aurelio Rojas. In: Annales de la Société entomologique de France. Band 6, Serie 4, 1866, S. 600–602 (biodiversitylibrary.org [abgerufen am 19. September 2014]).
- zusammen mit François Charles Émile Fauqueux-Parzudaki: Catalogue des oiseaux du Mexique, composant les collections de M. A. Sallé. Mme. Ve. Bouchard-Huzard, Paris 1862.
- zusammen mit François Charles Émile Fauqueux-Parzudaki: Catalogue des oiseaux du Mexique composant les collections de M. A. Sallé, Rue Guy-de-la-Brosse, 13, à Paris, et de M. E. Parzudaki, Rue du Bouloi, 2. In: The Ibis. Band 4, 1862, S. 1–7 (books.google.de [abgerufen am 19. September 2014]).
- Description et figure de cinq espèces de Coléoptères mexicains. In: Revue et magasin de zoologie pure et appliquée. Band 1, Serie 3, 1873, S. 11–17 (biodiversitylibrary.org [abgerufen am 19. September 2014]).
- Remarques synonymiques sur une espèce de coléoptères. In: Annales de la Société entomologique de France. Band 4, Serie 5, 1874, S. CCXXII (biodiversitylibrary.org [abgerufen am 19. September 2014]).
- Notice nécrologique sur José-Apolinario Nieto. In: Annales de la Société entomologique de France. Band 4, Serie 5, 1876, S. 359–361 (biodiversitylibrary.org [abgerufen am 19. September 2014]).
- Nouvelle espèce de Pelidnota (P. Chrysargyrea). In: Annales de la Société entomologique de France. Band 4, Serie 5, 1876, S. 362 (biodiversitylibrary.org [abgerufen am 19. September 2014]).
- Notice nécrologique sur le baron Maximilien de Chaudoir. In: Annales de la Société entomologique de France. Band 1, Serie 6, 1881, S. 181–188 (biodiversitylibrary.org [abgerufen am 19. September 2014]).
- Notice nécrologique sur John L. Leconte Membres honoraire. In: Annales de la Société entomologique de France. Band 3, Serie 6, 1883, S. 571–596 (biodiversitylibrary.org [abgerufen am 19. September 2014]).
- Monographie du genre Ancistrosoma. In: Annales de la Société entomologique de France. Band 6, Serie 6, 1886, S. 465–468 (biodiversitylibrary.org [abgerufen am 19. September 2014]).
- zusammen mit Edmond Jean-Baptiste Fleutiaux: Liste des Coléoptères de la Guadeloupe et descriptions d'espèces nouvelles. In: Annales de la Société entomologique de France. Band 9, Serie 6, 1889, S. 351–484 (biodiversitylibrary.org [abgerufen am 19. September 2014]).

## Werke anderer Autoren über die Ausbeute der Reisen Sallés
- Félix Édouard Guérin-Méneville: Notice sur une nouvelle espèce de Fourmi découverte à Saint-Dominique par M. Auguste Sallé, et qui fait son nid dans des plaines marécageuses, sur les buissons. In: Revue et magasin de zoologie pure et appliquée. Band 4, Serie 2, 1852, S. 73–79 (biodiversitylibrary.org [abgerufen am 19. September 2014]).
- Louis Alexandre Auguste Chevrolat: M. Chevrolat a recu de M. Aug. Sallé une collection de 5200 coléoptères des environs de la Nouvelle-Orléans. In: Revue Zoologique par La Société Cuvierienne. Band 2, 1839, S. 288 (biodiversitylibrary.org [abgerufen am 19. September 2014]).
- Louis Alexandre Auguste Chevrolat: M. Chevrolat adresse l'extrait suivant d'une lettre qu'il vient de recevoir de notre collègue M. Sallé, et qui comprend des détails importants sur le voyage scientifique qu'il fait en ce moment. In: Annales de la Société entomologique de France. Band 3, Serie 3, 1855, S. LXXXIV-LXXXVI (biodiversitylibrary.org [abgerufen am 19. September 2014]).
- Louis Alexandre Auguste Chevrolat: Diagnoses de six Carabiques découverts, par A. Sallé, au Mexique. In: Revue et magasin de zoologie pure et appliquée. Band 8, Serie 2, 1856, S. 351–352 (biodiversitylibrary.org [abgerufen am 19. September 2014]).
- Ludwig Georg Karl Pfeiffer: Descriptions of twenty-four species of land shells collected by M. Sallé on the island of Santo Domingo, from Mr. Cuming's collection. In: Proceedings of the Zoological Society of London. Band 20, 1852, S. 138–144 (biodiversitylibrary.org [abgerufen am 19. September 2014]).
- Ludwig Georg Karl Pfeiffer: Description of Forty-seven new species of Helicea, from the collection of H. Cuming. In: Proceedings of the Zoological Society of London. Band 23, 1855, S. 91–101 (biodiversitylibrary.org [abgerufen am 19. September 2014] a).
- Ludwig Georg Karl Pfeiffer: Description of a new Genus and Twenty-three new species of Pneumonopoma, from the collection of H. Cuming. In: Proceedings of the Zoological Society of London. Band 23, 1855, S. 101–106 (biodiversitylibrary.org [abgerufen am 19. September 2014] b).
- Ludwig Georg Karl Pfeiffer: Description of twenty-seven new species of Land-Shells, collected by M. Salé in the State of Vera Cruz, Mexico. In: Proceedings of the Zoological Society of London. Band 24, 1856, S. 318–324 (biodiversitylibrary.org [abgerufen am 19. September 2014]).
- Ludwig Georg Karl Pfeiffer: Description of Thirty-three new species of Land-Shells, from the collection of H. Cuming. In: Proceedings of the Zoological Society of London. Band 24, 1856, S. 385–392 (biodiversitylibrary.org [abgerufen am 19. September 2014]).
- Ludwig Georg Karl Pfeiffer: Beschreibung neuer Heliceen. In: Malakozoologische Blätter. Band 7, 1860, S. 231–240 (biodiversitylibrary.org [abgerufen am 19. September 2014]).
- Robert James Shuttleworth: Diagnosen neuer Mollusken. Nr. 3. Haller’sche, Bern 1852, S. 28–44 (biodiversitylibrary.org [abgerufen am 19. September 2014]).
- Wilhelm Bernhard Rudolph Hadrian Dunker: Limmaeacea nova collectionis Cumingianae. In: Proceedings of the Zoological Society of London. Band 21, 1853, S. 53–54 (biodiversitylibrary.org [abgerufen am 19. September 2014]).
- Lovell Augustus Reeve: Conchologia Iconia: Oe, Illustrations of the shells of molluscous animals. Band 5. Reeve, Benham, and Reeve, London 1850 (Textarchiv – Internet Archive).
- Joseph Charles Hippolyte Crosse: Faune malacologique: terrestre et fluviatile de l’île de Saint-Domingue. In: Journal de conchyliologie. Band 39, 1891, S. 69–211 (biodiversitylibrary.org [abgerufen am 19. September 2014]).
- Miles Joseph Berkeley: Enumeration of some Fungi from St. Domingo. In: The Annals and magazine of natural history; zoology, botany, and geology being a continuation of the Annals combined with Loudon and Charlesworth's Magazine of Natural History. Band 9, Serie 2, 1852, S. 192–203 (biodiversitylibrary.org [abgerufen am 19. September 2014]).
- Philip Lutley Sclater: Catalogue of the Birds collected by M. Auguste Sallé in Southern Mexico, with descriptions of new species. In: Proceedings of the Zoological Society of London. Band 24, 1857, S. 283–311 (biodiversitylibrary.org [abgerufen am 19. September 2014] 1856).
- Philip Lutley Sclater: On Parus meridionalis and some other species mentioned in the Catalogue of Birds collected by M. Salle in Southern Mexico. In: Proceedings of the Zoological Society of London. Band 25, 1857, S. 81–82 (biodiversitylibrary.org [abgerufen am 19. September 2014]).
- Philip Lutley Sclater: List of additional species of Mexican Birds, obtained by M. Auguste Sallé from the environs of Jalapa and S. Andres Tuxtla. In: Proceedings of the Zoological Society of London. Band 25, 1857, S. 201–206 (biodiversitylibrary.org [abgerufen am 19. September 2014]).
- Philip Lutley Sclater: On a collection of birds received by M. Sallé from Southern Mexico. In: Proceedings of the Zoological Society of London. Band 25, 1857, S. 226–230 (biodiversitylibrary.org [abgerufen am 19. September 2014]).
- Philip Lutley Sclater: Notes on some birds from Southern Mexico. In: Proceedings of the Zoological Society of London. Band 26, 1858, S. 95–99 (biodiversitylibrary.org [abgerufen am 19. September 2014]).
- Philip Lutley Sclater: On a collection of birds received by M. Sallé from Oaxaca Southern Mexico. In: Proceedings of the Zoological Society of London. Band 26, 1858, S. 294–305 (biodiversitylibrary.org [abgerufen am 19. September 2014]).
- Albert-Auguste Fauvel: Études sur les Staphylinides de l'Amérique Centrale, principalement du Mexique. In: Bulletin de la Société linnéenne de Normandie. Band 9, 1863, S. 8–66 (biodiversitylibrary.org [abgerufen am 19. September 2014]).
- Émile Deyrolle: Collection de Coléoptères appartenant à M. Sallé. In: Petites nouvelles entomologiques. Serie 7, Nr. 119, 1875, S. 477–478 (biodiversitylibrary.org [abgerufen am 30. August 2014]).
- Marco-Aurelio Rojas: Description de trois nouvelles espéces de coléopteres de la Republique de Venezuela. In: Annales de la Société entomologique de France. Band 4, Serie 3, 1856, S. 693–696 (biodiversitylibrary.org [abgerufen am 19. September 2014]).
- Marco-Aurelio Rojas: Remarques sur l’Arescus caudatus Sallé. In: Annales de la Société entomologique de France. Band 6, Serie 3, 1858, S. 61–71 (biodiversitylibrary.org [abgerufen am 19. September 2014]).